# Thiago Santos (voleibolista)
 Thiago Santos Barbosa (Itaboraí, 10 de dezembro de 1982) é um voleibolista brasileira praticante da modalidade de vôlei de praia que conquistou a medalha de prata na edição dos Jogos da Lusofonia de 2009 em Portugal.

## Carreira
A trajetória de Thiago iniciou no vôlei de quadra (indoor), este carioca integrou a categoria infantil do Canto do Rio/Niteróimais tarde ingressou no elenco infantojuvenil do Olympikus/RJ.
Em 2005 deixou de residir em Santa Catarina, mas continuou federado por este Estado, mesmo após residir em João Pessoa , onde morou até 2009.Aos 18 anos atuava na posição de Central no time da Unisul Esporte Clube , onde permaneceu por três temporadas, e não conformado por não conseguir a posição de terceiro Central do time, resolveu buscar outra modalidade e ao passar férias no Rio de Janeiro uma amiga o apresentou ao técnico Danilo Passos, este de Santa Catarina, convidando-o para migrar para o vôlei de praia, aceitando e mudou-se para a cidade de Itapema, representando o correspondente este foi seu primeiro técnico e primeiro parceiro na praia, e no Circuito Brasileiro de Vôlei de Praia, estreou na edição do ano de 2004 na etapa de Joinville.
Com Oscar Brandão disputou o Aberto de Vitória pelo Circuito Mundial de Vôlei de Praia de 2006, ocasião que não obteve pontuação.Ao lado de Sérgio Ceará disputou a terceira etapa em Montevidéu pelo Circuito Sul-Americano de Vôlei de Praia de 2006 e conquistaram a medalha de prata.
O mesmo ocorreu na temporada seguinte deste circuito ao lado de  Rodrigo Saunders nos Abertos de Roseto degli Abruzzi , Zagreb e Espinho, na sequência alcançou com Oscar Brandão  a vigésima quinta posição no Aberto de Kristiansand, o quadragésimo primeiro posto no Aberto de Aland e o vice-campeonato na Etapa Challenger de Milão.Ao lado de Ricardo Brandão disputou a etapa de Porto Alegre pelo Circuito Brasileiro de Vôlei de Praia de 2007 ocasião que foram semifinalistas. E disputaram a terceira posição, finalizando na quarta posição.
No Circuito Mundial de 2008 atuou ao lado de Jan Ferreira e alcançaram a nona posição na Etapa Satélite de Lausana e o décimo sétimo lugar no Aberto do Guarujá.Com este jogador competiu na edição do ano de 2009 não pontuando nos Abertos de Brasília, Myslowice, Kristiansand, Aland e Haia, o mesmo ocorrendo nos Grand Slam de Gstaad e Marseille , alcançaram a décima sétima posição no Aberto de Roma e o sétimo posto na Etapa Satélite de Lausana, competindo ainda no Aberto de Sanya ao lado de Benjamin Insfran quando finalizaram em nono lugar.
Ao lado de Jan Ferreira conquistou o título da etapa do Challenger de Teresina pelo Circuito Brasileiro de Vôlei de Praia de 2008, junto conquistaram o título da etapa Challenger de Aracaju e foram vice-campeões da etapa de Vila Velha pelo referido circuito.
Com Jan Ferreira disputou a edição dos Jogos da Lusofonia de 2009 em Lisboa, convocados para representear o Brasil para esta competição, ocasião que conquistou a medalha de prata.
Novamente com Jan Ferreira disputou a temporada do Circuito Brasileiro de Vôlei de Praia de 2009, alcançando o quarto lugar nas etapas de Balneário Camboriú, quinto lugar em Santa Maria, décimo nono lugar, quarto posto nas etapas de São José dos Campos e Campo Grande, quinta colocação obtida nas etapas de  Belém e Teresina, décima terceira posição nas etapas de Fortaleza, João Pessoa e Maceióref>«Circuito Banco do Brasil Vôlei de Praia Open-Temporada 2009-11ª Etapa Maceió/AL». CBV. Consultado em 5 de fevereiro de 2018. Cópia arquivada em 31 de janeiro de 2018</ref>, além do nono lugar na etapa de Salvador, finalizando na quinta posição na classificação geral do circuito.
Anunciou a formação de dupla com Pedro Cunha e competiram nas etapas do circuito mundial em 2010, e foi semifinalista no Aberto de Brasília, alcançando o quarto lugar, quinto nos Grand Slam de Roma, Stavanger e Gstaad, sétimo lugar no Aberto de Praga,  nona posição no Aberto de Myslowice e Grand Slam de Klagenfurt, além do décimo terceiro lugar no Aberto de Xangai, não pontuaram no Grand Slam de Moscou e ainda finalizaram no vigésimo quinto lugar no Grand Slam de StareJablonki.
Ao lado de Pedro Cunha disputou o Circuito Brasileiro de Vôlei de Praia de 2010, vencendo as etapas de Caxias do Sul, de Balneário Camboriú, de Uberaba, de Goiânia, de  Salvado;  ainda foram vice-campeões nas etapas de São José dos Campos e em Vila Velha; além do bronze nas etapas de Campo Grande e Fortaleza, obtiveram o décimo nono lugar na etapa de João Pessoa, quinto lugar em Maceió, conquistando o título geral nesta edição.
Ao lado de Harley Marques obteve o vigésimo quinto lugar no Aberto de Brasília, décimo terceiro lugar no Aberto de Xangai, décimo sétimo lugar na edição do Campeonato Mundial de Vôlei de praia de 2011 realizado em Roma, Itália, também não pontuaram no Aberto de Aland e nos Grand Slam de Stavanger e Gstaad, alcançou o quinto lugar no Grand Slam de Moscou, sétimo lugar no Aberto de Quebec, e ainda finalizou na décima sétima posição no Aberto de Haia e nos Grand Slam de StareJablonki e Klagenfurt.
E com Harley Marques também competiu nas etapas da edição do Circuito Brasileiro de Vôlei de Praia de 2011, alcançando o oitavo lugar nas etapas de Vitória e Curitiba, nona posição nas etapas do Rio de Janeiro e Guarujá, quarta posição nas etapas de Balneário Camboriú e Santa Maria, sétima  posição na etapa de Salvador, décimo primeiro posto em Aracaju, mesma colocação ao lado de Vitor Felipe em Maceió, décimo sexto lugar em Recife, décimo terceiro lugar na etapa de João Pessoa.
Ainda na temporada de 2011 disputou a edição do Torneio Rei da Praia , realizado em Ipanema, esteve no Grupo A na fase classificatória; ao lado de Harley Marques disputou a sétima etapa do Circuito Sul-Americano de Vôlei de Praia de 2011-12, esta realizada em  Rosário, Argentina e conquistaram a medalha de ouro,na sequência formou dupla com Vitor Felipe para disputar a etapa brasileira em Limoeiro válida pelo referido circuito e conquistaram a medalha de bronze.No Circuito Mundial de Vôlei de Praia de 2012 disputou ao lado de Rhooney Ferramenta não pontuando no Aberto de Brasília e nos Grand Slam de Xangai e Pequim, alcançando o trigésimo terceiro posto nos Grand Slam de Berlin e Klagenfurt a vigésima quinta posição nos Aberto de Myslowice e Grand Slam de Roma, décimo sétimo lugar no |Grand Slam de Moscou, décimo terceiro lugar no Aberto Praga, tendo como melhor resultado os quinto lugar no Grand Slam de Gstaad, e o mesmo posto que obteve ao lado de Bruno Oscar Schmidt no Grand Slam de StareJablonki.
Em 2012 formou dupla com Rhooney Ferramenta e disputou a etapa 2011-12 do Uruguai, na cidade de Montevidéu, conquistando a medalha de ouro.
Em 2012 casou com a ex-jogadora de vôlei de praia e jornalista  Bruna Dealtry, com quem já tinha relacionamento há quatro anos, e devido aos compromissos com a seleção brasileira de vôlei de Praia eles tiveram que adiar a lua de mel.
Com Oscar Brandão alcançou o quinto lugar na etapa de Cuiabá pelo Circuito Brasileiro de Vôlei de Praia de 2012-13, nono lugar ao lado de Álvaro Filho na etapa de Goiânia, conquistando o vice-campeonato na etapa de Belo Horizonte, obtendo o décimo terceiro lugar na etapa de Campinas, quarta posição de Curitiba, décimo terceiro posto no Rio de Janeiro, quinto lugar em Fortaleza, quarto lugar na etapa de João Pessoa, outra vez quinta posição e desta vez foi em Maceió e com Thiago Aranha finalizou em nono lugar na etapa de Brasília, finalizando na sétima posição geral no circuito.
Ainda em 2012 disputou a primeira etapa do Circuito Sul-Americano de Vôlei de Praia 2012-13 que foi realizada em Santa Fe, Argentina, ocasião que formou dupla com Álvaro Filho e finalizaram com a medalha de prata, ao lado deste atleta disputou a etapa de Viña del Mar, Chile e finalizaram na quarta posição, mas na etapa de Lima, Peruconquistaram o título.
Em 2013 disputou a quinta etapa do Circuito Sul-Americano de Vôlei de Praia 2012-13 ao lado de  Hevaldo Moreira, esta sediada em Assunção e terminaram na quarta posiçãoe na sequencia disputaram a  sexta etapa realizada em Puerto la Cruz pelo]], na qual disputaram o terceiro lugar,mas finalizaram na quarta posição, mesma colocação que obtiveram na etapa de Cochabamba.
Ainda com Hevaldo Moreira disputou duas etapas do Circuito Mundial de Vôlei de Praia de 2013, alcançando o vigésimo quinto lugar no Aberto de Fuzhou e o quadragésimo primeiro no Grand Slam de Xangai.Depois retomou a parceira com Oscar Brandão neste mesmo circuito e alcançou o quinto lugar nos Abertos de Anapa e Durban, além do décimo sétimo lugar no Grand Slam de São Paulo e com este jogador disputou a oitava etapa em Girardot do Circuito Sul-Americano de Vôlei de Praia 2012-13conquistando a medalha de ouro e o mesmo feito na nona etapa em Sobral, Brasil.
Na jornada esportiva de 2013-14 do Circuito Brasileiro de Vôlei de Praia competiu com Oscar Brandão alcançando o nono lugar na etapa de Recife, quinto lugar na etapa de Vitória, nono lugar também na etapa do Rio de Janeiro, quinta colocação nas etapas do Guarujá e São José, alcançaram a medalha de bronze na etapa de São Luís, nono posto em Natal, retomou a parceria com Álvaro Filho na etapa seguinte quando finalizaram na décima terceira posição em João Pessoa,além da nona posição na etapa de Maceió.Ao lado de Álvaro Filho conquistou o título da edição do Super Praia B de 2014, este realizado em Salvador.
Na primeira etapa realizada em Macaé , Brasil, válida pelo Circuito Sul-Americano de Vôlei de Praia de 2014 competiu ao lado de Oscar Brandãonão avançaram as finas da etapafinalizando na nona posição, na etapa de Montevidéu pelo mesmo circuito competiu ao lado de Álvaro Filhoquando conquistaram a medalha de ouro.Ao lado de Márcio Araújo disputou  a etapa de Cochabamba pelo mesmo circuitoe obtiveram a medalha de bronze;ainda com este atleta disputou o Aberto de Puerto Vallarta, pelo Circuito Mundial de Vôlei de Praia de 2014, ocasião que finalizaram na nona posição.
No Circuito Brasileiro de Vôlei de Praia Open 2014-15 competiu ao lado de Oscar Brandão, alcançando o quinto lugar na etapa de Campinas e sagraram-se campeões na etapa de São José,alcançando as quinta posições nas etapas de Fortaleza e João Pessoa; com esta formação de dupla disputou o Circuito Sul-Americano de Vôlei de Praia de 2015 na etapa de Caracase finalizaram na quinta posição, foram semifinalistas na última etapa realizada em Salvadorfinalizando com a quarta posição e conquistaram a terceira posição geral no circuito.
Com Oscar Brandão disputou o Aberto do Rio de Janeiro pelo Circuito Mundial de Vôlei de Praia de 2015, finalizando na vigésima quinta posição; também com este jogador disputou etapas do Circuito Brasileiro de Vôlei de Praia Challenger de 2015 e conquistaram o título da etapa de Vitória e o terceiro lugar na etapa de Chapecó.Pelo Circuito Mundial de Vôlei de Praia de 2016 competiu com George Wanderley no Aberto de Maceió , ocasião que conquistaram o nono lugar e o vigésimo quinto lugar no Grand Slam de Long Beach, também competiu no Aberto de Fortaleza, desta vez voltou atuar ao lado de Harley Marques, finalizando no décimo sétimo lugar.E no referido certame atuou ao lado de Oscar Brandão encerrando na quadragésima primeira posição no Major Series de Gstaad e não pontuaram no Major Series de Klagenfurt.
Ao lado de Oscar Brandão disputou etapas do Circuito Brasileiro de Vôlei de Praia Open 2015-16, alcançando o quinto lugar em Brasília e o quarto lugar na etapa de Goiânia, posteriormente voltou a compor dupla com Pedro Cunha e na reestreia do duo já conquistou o título da etapa de Bauru, além da quinta colocação nas etapas de Curitiba e Natale o vice-campeonato na etapa de Niterói, finalizando na décima posição geral, e finalizaram também na décima terceira posição no Super Praia de 2016.
Esteve ao lado de George Wanderley nas etapas do Circuito Brasileiro de Vôlei de Praia Challenger de 2016, quando conquistaram os títulos das etapas de João Pessoa  e de Jaboatão dos Guararapes.
Ainda com George Wanderley disputou as etapas do Circuito Brasileiro de Vôlei de Praia Open 2016-17, obtendo os quintos lugares nas etapas de Campo Grande , Brasília, Curitiba, São José e Maceió,, décima terceira posição na etapa de Uberlândia, sendo campeões na etapa de João Pessoa, além do nono lugar na etapa de Aracaju e do quarto lugar na etapa de Vitória, finalizando na classificação geral em quarto lugar.Com este mesmo atleta disputou a edição do Super Praia 2017 realizado em Niterói, ocasião que finalizaram na quarta posição.
Em 2017 disputou a edição do Circuito Brasileiro de Vôlei de Praia Challenger, competiu com Benjamin Insfran na etapa de Maringá, finalizando na décima terceira posição, também a vigésima primeira posição na etapa de Bauru, já ao lado de Felipe Cavazin finalizou na décima terceira posição e sagrou-se campeão ao lado de George Wanderley.
Disputou a etapa de Nova Viçosa pelo Circuito Sul-Americano de Vôlei de Praia de 2018 ao lado de Bruno de Paula  e finalizaram na quinta posição.
Voltou a atuar ao lado de Oscar Brandão no Circuito Brasileiro de Vôlei de Praia Open de 2017-18, finalizando em nono lugar na etapa de Campo Grande, quinta posição na etapa de Natal e o décimo nono lugar na etapa de Itapema, em seguida formou dupla novamente  com Bruno de Paula na etapa de Fortaleza, ocasião da conquista do quarto lugar.

## Títulos e resultados
- Challenger de Milão do Circuito Mundial de Vôlei de Praia:2007[3]
- Aberto de Brasiliado Circuito Mundial de Vôlei de Praia:2010[3]
- Etapa do Uruguai do Circuito Sul-Americano de Vôlei de Praia:2014[98]
- Etapa do Brasil do Circuito Sul-Americano de Vôlei de Praia:2012-13[84]
- Etapa da Colômbia do Circuito Sul-Americano de Vôlei de Praia:2012-13[81]
- Etapa do  Peru do Circuito Sul-Americano de Vôlei de Praia:2012-13[73]
- Etapa do  Uruguai do Circuito Sul-Americano de Vôlei de Praia:2011-12[55]
- Etapa da Argentina do Circuito Sul-Americano de Vôlei de Praia:2011-12[49]
- Etapa da Argentina do Circuito Sul-Americano de Vôlei de Praia:2012-13[69]
- Etapa do  Uruguai do Circuito Sul-Americano de Vôlei de Praia:2006[4]
- Etapa da Bolívia do Circuito Sul-Americano de Vôlei de Praia:2014[101]
- Etapa do Brasil do Circuito Sul-Americano de Vôlei de Praia:2011-12[51]
- Etapa da Bolívia do Circuito Sul-Americano de Vôlei de Praia:2012-13[78]
- Etapa do Paraguai do Circuito Sul-Americano de Vôlei de Praia:2012-13[75]
- Etapa do Chile do Circuito Sul-Americano de Vôlei de Praia:2012-13[71]
- Etapa da Venezuela do Circuito Sul-Americano de Vôlei de Praia:2012-13[77]
- Etapa de João Pessoa do Circuito Brasileiro de Voleibol de Praia Open:2016-17[123]
- Etapa de Bauru do Circuito Brasileiro de Voleibol de Praia Open:2015-16[112]
- Etapa do Rio de Janeiro do Circuito Brasileiro de Voleibol de Praia - Challenger:2016[131]
- Etapa de Jaboatão dos Guararapes do Circuito Brasileiro de Voleibol de Praia - Challenger:2016[116]
- Etapa de João Pessoa do Circuito Brasileiro de Voleibol de Praia - Challenger:2016[115]
- Etapa de Vitória do Circuito Brasileiro de Voleibol de Praia - Challenger:2015[109]
- Etapa de São José do Circuito Brasileiro de Voleibol de Praia Open:2014-15[102]
- Circuito Brasileiro de Voleibol de Praia Open:2010[35]
- Circuito Brasileiro de Voleibol de Praia Open:2014-15[108]
- Circuito Brasileiro de Voleibol de Praia Open:2016-17[126]
- Etapa de Caxias do Sul do Circuito Brasileiro de Voleibol de Praia Open:2010[23]
- Etapa de Balneário Camboriú do Circuito Brasileiro de Voleibol de Praia Open:2010[24]
- Etapa de Uberaba do Circuito Brasileiro de Voleibol de Praia Open:2010[25]
- Etapa de Goiânia do Circuito Brasileiro de Voleibol de Praia Open:2010[26]
- Etapa de Salvador do Circuito Brasileiro de Voleibol de Praia Open:2010[28]
- Superpraia B:2014[94]
- Superpraia:2017[127]
- Etapa de Niterói do Circuito Brasileiro de Voleibol de Praia Open:2015-16[113]
- Etapa de Belo Horizonte do Circuito Brasileiro de Voleibol de Praia Open:2012-13[59]
- Etapa de São José dos Campos do Circuito Brasileiro de Voleibol de Praia Open:2010[29]
- Etapa de Vila Velha do Circuito Brasileiro de Voleibol de Praia Open:2010[30]
- Etapa de Vitória do Circuito Brasileiro de Voleibol de Praia - Challenger:2015[110]
- Etapa de São Luís do Circuito Brasileiro de Voleibol de Praia Open:2013-14[90]
- Etapa de Campo Grande do Circuito Brasileiro de Voleibol de Praia Open:2010[31]
- Etapa de Fortaleza do Circuito Brasileiro de Voleibol de Praia Open:2010[32]
- Etapa de Fortaleza do Circuito Brasileiro de Voleibol de Praia Open:2017-18[137]
- Etapa de Vitória do Circuito Brasileiro de Voleibol de Praia Open:2016-17[125]
- Etapa de Goiânia do Circuito Brasileiro de Voleibol de Praia Open:2015-16[111]
- Etapa de Salvador do Circuito Brasileiro de Voleibol de Praia Open:2014-15[107]
- Etapa de João Pessoa do Circuito Brasileiro de Voleibol de Praia Open:2012-13[64]
- Etapa de Curitiba do Circuito Brasileiro de Voleibol de Praia Open:2012-13[61]
- Etapa de Santa Maria do Circuito Brasileiro de Voleibol de Praia Open:2011[42]
- Etapa de Balneário Camboriú do Circuito Brasileiro de Voleibol de Praia Open:2011[41]
- Etapa de Campo Grande do Circuito Brasileiro de Voleibol de Praia Open:2009[16]
- Etapa de São José dos Campos do Circuito Brasileiro de Voleibol de Praia Open:2009[15]
- Etapa de Balneário Camboriú do Circuito Brasileiro de Voleibol de Praia Open:2009[12]
- Etapa de Porto Alegre do Circuito Brasileiro de Voleibol de Praia Open:2007[6]
- Etapa Challenger de Aracaju do Circuito Brasileiro de Voleibol de Praia Open:2008[8]
- Etapa Challenger de Teresina do Circuito Brasileiro de Voleibol de Praia Open:2008[7]
- Etapade Vila Velha do Circuito Brasileiro de Voleibol de Praia Open:2008[9]

## Premiações Individuais
[carece de fontes?]